# Kouznetsov NK-93
Le Kouznetsov NK-93 était un moteur d'avion civil, un turbopropulseur à soufflante carénée, soit une hybridation entre un turboréacteur à double flux et un turbopropulseur, et proche d'un moteur à soufflante non carénée mais carénée. Le moteur était également unique en ce sens qu'il possédait un flux séparé autour de ses hélices contrarotatives, car la plupart des autres propfans ne sont pas carénés. Autrefois décrit dans une encyclopédie aéronautique respectée comme « potentiellement le moteur à réaction d'avion le plus économe en carburant jamais testé » (grâce à son taux de dilution extrême de 16.6), le NK-93 était ciblé pour les dérivés d'avions de ligne soviétiques/russes tels que l'Iliouchine Il-96, le Tupolev Tu-204, et le Tupolev Tu-330 (en). Cinq essais de moteur en vol ont été menés sur le NK-93 de décembre 2006 à décembre 2008,,,.

## Développement
Le moteur NK-93 a été développé à partir de la fin des années 1980, bien que la conception du moteur eût été envisagée dès 1968. De nombreuses caractéristiques de conception ont été adoptées à partir du Kouznetsov NK-92 (en), le complément militaire du NK-93. Le noyau du NK-93 devait former la base d'une famille de turboréacteurs à entraînement direct et de propfans à engrenages, allant de 110 à 220 kilonewtons de poussée. C'était le dernier projet majeur du fondateur de Kouznetsov, Nikolaï Kouznetsov.
Le NK-93 devait initialement être testé en vol fin 1993/début 1994 et certifié en 1997 afin de pouvoir être utilisé sur l'Iliouchine Il-96M et le Tupolev Tu-204M. En mai 1994, sept versions grandeur nature du moteur avaient été construites, dont cinq proches de la configuration de production. Cependant, en raison de l'effondrement de l'URSS, le calendrier a été retardé à plusieurs reprises en raison de graves pénuries de financement et d'autres problèmes. Cependant, en octobre 2001, un dixième moteur NK-93 était presque terminé, sur un total de 15 prototypes de moteurs prévus.
Le moteur a finalement subi des essais en vol sur un avion banc d'essai Iliouchine Il-76LL à partir du 29 décembre 2006, avec un deuxième vol le 3 mai 2007. Un total de 50 heures d'essais en vol était prévu. Les tests ont été suspendus de nouveau en juin 2007 en raison de problèmes de financement. Les essais aéroportés n'ont repris qu'en octobre 2008 avec des vols les 2 et 6 octobre. Un autre vol d'essai a eu lieu le 15 décembre 2008 mais le NK-93 a été retiré du banc d'essai le 14 mai 2009.
Les partisans du NK-93 affirment que le montant nécessaire pour certifier le moteur est minime par rapport aux coûts de développement des nouveaux moteurs russes concurrents, qu'ils considèrent comme encore inférieurs au NK-93.
En avril 2014, Kouznetsov a annoncé qu'il reprendrait les travaux sur le moteur NK-93.

### Intérêts à l'étranger
La nature avancée du moteur a attiré l’attention des avionneurs et des motoristes d’autres pays. En 1992, le NK-93 suscitait déjà l’intérêt de l’industrie aéronautique japonaise. Des investisseurs sud-coréens faisaient partie des groupes discutant de l'investissement dans le NK-93 lors du Salon international aérospatial de Moscou de 2001. En 2004, Airbus et Kouznetsov ont étudié la faisabilité d'utiliser le moteur pour propulser les avions commerciaux Airbus. Le motoriste allemand MTU Aero Engines a acheté un rapport Kouznetsov sur les caractéristiques sonores du moteur NK-93 pour 600000 Deutsche Marks. Lorsque le NK-93 a été exposé sur le démonstrateur Il-76LL au salon international aérospatial de Moscou 2007, les constructeurs aéronautiques chinois auraient fait une « offre alléchante » pour acheter tous les plans et la documentation du NK-93. En octobre 2013, la Commission européenne a accordé une subvention de trois ans et demi pour étudier le système innovant de ventilateur contrarotatif pour moteur d'avion à taux de dilution élevé (Innovative Counter rOtating fan system for high Bypass Ratio Aircraft engine, COBRA). COBRA était un programme coopératif Union européenne-Russie visant à étudier un turboréacteur à double flux contrarotatif (counter-rotating turbofan, CRTF) à taux de dilution ultra-élevé (ultra-high bypass ratio, UHBR) similaire au NK-93. Les organisations participantes comprenaient Kouznetsov, le CIAM (en), le fabricant d'hélices russe Aerosila (en), le motoriste français Safran (Snecma), le laboratoire aérospatial français (ONERA), et l'agence spatiale allemande DLR.

## Conception
Le NK-93 possède un noyau développé à partir du NK-110, un moteur à soufflante non carénée de Kouznetsov qui n'a jamais été construit. Ses hélices contrarotatives Aerosila SV-92 mesurent 2 900 millimètres de diamètre, ont huit pales sur l'hélice avant et dix pales sur l'hélice arrière. Le moteur a une poussée nominale de 177 kN, une poussée maximale de 200 kN, une SFC de croisière de 0.49 kg/(kgf⋅h) et une SFC au décollage de 0,234 kg/(kgf⋅h). 13 % de la poussée est produite directement par le générateur de gaz, tandis que le reste de la poussée est produit par la rotation des soufflantes carénées. Les soufflantes avant et arrière sont toutes deux des hélices à pas variable (en) ; en 1993, les soufflantes coaxiales pouvaient se combiner pour produire 85 % de la poussée inversée maximale souhaitée de 39 kN et en 1995, la capacité d'inversion de poussée était de 37 kN. Le moteur a un taux de dilution de 17 et est conçu autour d'un réducteur mécanique épicycloïdale (turbosoufflante à engrenages) de 22 000 kW (30 000 ch) à sept satellites.

## Applications

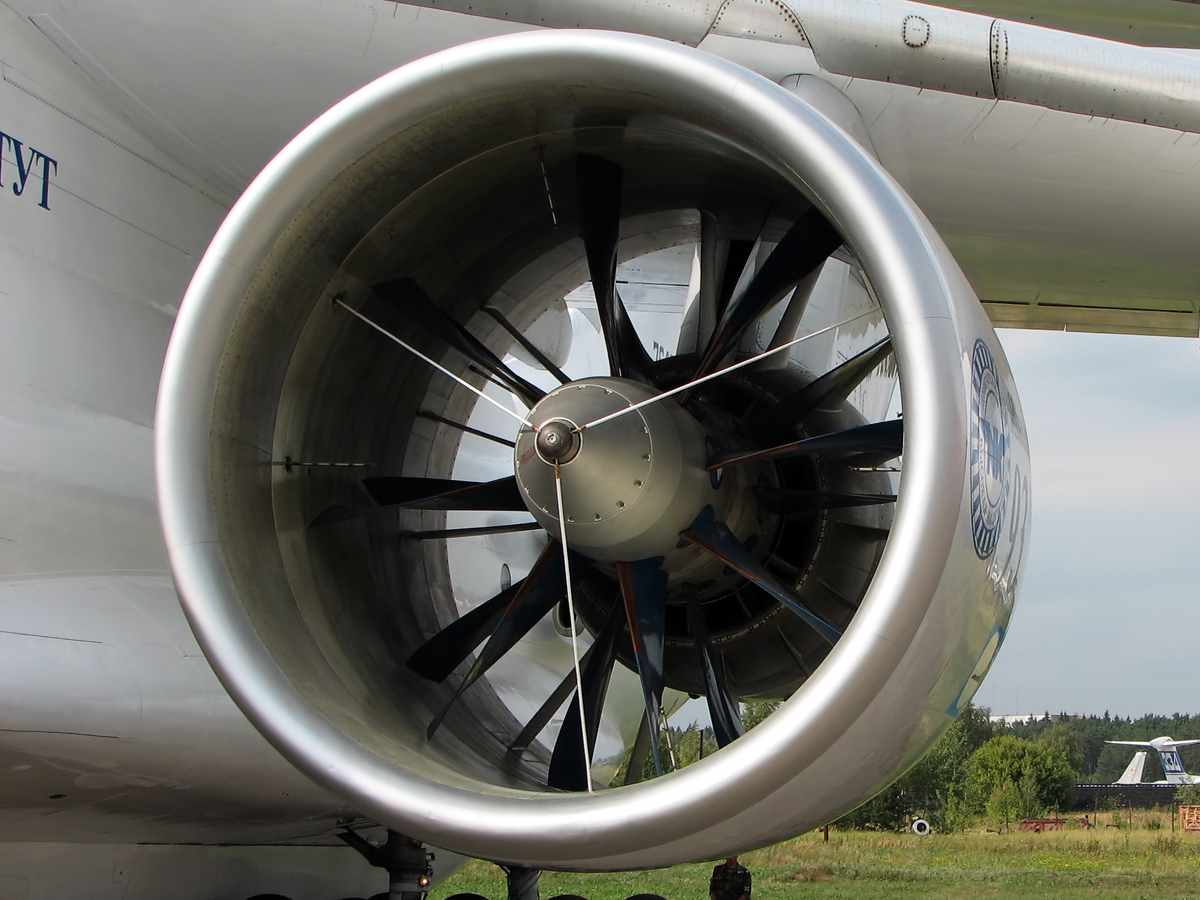
Le Kouznetsov NK-93 monté sur un avion banc d'essai Iliouchine Il-76LL au salon international aérospatial de Moscou 2007.

- Antonov An-70 (version bimoteur proposée)[29]
- Antonov An-124 (remotorisation proposée)[30]
- Iliouchine Il-76LL (avion banc d'essai)[5]
- Iliouchine Il-96[31]
- Soukhoï KR-860[32]
- Tupolev Tu-154M3[33]
- Tupolev Tu-204
- Tupolev Tu-330 (en)

## Spécifications

### Caractéristiques générales
- Type : turbopropulseur à soufflante carénée à 3 arbres, avec la soufflante avant à 8 pales absorbant 40 % de la puissance et la soufflante arrière à 10 pales absorbant 60 % de la puissance[6]
- Longueur : 5,972 m[34]
- Largeur :
- Hauteur :
- Diamètre de l'hélice : 2,9 m[4]
- Diamètre :
- Masse à sec : 3 650 kg[35]
- Masse de l'hélice : 1 000 kg[27]

### Composants
- Compresseur : compresseur basse pression axial à 7 étages ; Compresseur haute pression à 8 étages[4]
- Chambres de combustion : annulaires[4]
- Turbine : turbine haute pression à 1 étage, turbine basse pression à 1 étage, turbine propfan à 3 étages[4]

### Performance
- Poussée maximale : 180 kN[4]
- Overall pressure ratio (en) : 37[2]
- Taux de dilution : 16,6[2]
- Débit massique d'air : 976 kg/s[7]
- Température d'entrée de la turbine : 1 700 °C[7]
- Consommation spécifique de carburant : Décollage : 6,6 g/(kN⋅s)[7] ; Croisière : 14 g/(kN⋅s) à Mach 0,75, 14,7 g/(kN⋅s) à Mach 0,8[36]